# Nahid Kiani
Nahid Kiani (pers. ‏ناهید کیانی‎) (ur. 1 sierpnia 1998 w Isfahanie) – irańska zawodniczka taekwondo, medalistka olimpijska, mistrzyni świata.

## Życiorys
Urodziła się 1 sierpnia 1998 w Isfahanie w Iranie. W 2021 roku wzięła udział w Letnich Igrzyskach Olimpijskich 2020 w Tokio, gdzie wystartowała w kategorii wagowej 57 kg kobiet. W 1/16 finału zmierzyła się z Kimią Alizadeh, Iranką startującą w reprezentacji uchodźców. Przegrała z nią w pierwszej rundzie wynikiem 18:9. Później wzięła udział w Letniej Uniwersjadzie 2021 w Chengdu, gdzie w kategorii do 53 kg (waga kogucia) zajęła pierwsze miejsce, pokonując w finale Su Po-ya z Chińskiego Tajpej. Zdobyła też złoty medal na Mistrzostwach Świata w Taekwondo 2023 w Baku, walcząc również w wadze koguciej.